# (12975) Efremov
(12975) Efremov (1973 SY5) – planetoida z grupy pasa głównego asteroid okrążająca Słońce w ciągu 4,16 lat w średniej odległości 2,59 j.a. Odkryta 28 września 1973 roku.